# Zona Bananera
Die Zona Bananera ist eine erst 1999 geschaffene Gemeinde (municipio) im Departamento del Magdalena in Kolumbien. Der Hauptort (cabecera municipal) von Zona Bananera ist Prado Sevilla. Der größte Ort der Gemeinde ist jedoch Orihueca.

## Geographie
Die Zona Bananera liegt im Norden von Magdalena in der Nähe der Karibik-Küste, 40 km von Santa Marta entfernt. Die Gemeinde liegt auf einer Höhe von ca. 30 Metern und hat eine Jahresdurchschnittstemperatur von etwa 29 °C. An die Gemeinde grenzen im Norden und Osten Ciénaga, im Süden Aracataca und im Westen Puebloviejo. Die Zona Bananera gehört zur inoffiziellen aber de facto existierenden Metropolregion Santa Marta.

## Bevölkerung
Die Gemeinde Zona Bananera hat 75.824 Einwohner, von denen 3115 in Prado Sevilla leben. In der Metropolregion leben 827.989 Menschen (Stand: 2022).

## Geschichte
Die Gemeinde Zona Bananera wurde 1999 gegründet. Vorher gehörte das Gebiet zu Ciénaga. Der erste Bürgermeister, der 2000 gewählt wurde, war Jesús Avendaño Miranda.

## Wirtschaft
Der wichtigste Wirtschaftszweig der Zona Bananera ist die Landwirtschaft und da insbesondere der Anbau von Bananen, nach denen die Gemeinde auch benannt ist. Zudem spielt der Anbau von Ölpalmen eine wichtige Rolle. Außerdem werden wichtige Grundnahrungsmittel wie Maniok, Kürbisse, Bohnen, Mais und anderes Gemüse angebaut. In kleinerem Umfang gibt es zudem Rinderproduktion und Handel.